# Il re del calcio
Il re del calcio (Der König der Mittelstürmer) è un film muto del 1927 diretto da Fritz Freisler. È uno dei primi film dedicati al mondo del calcio.

## Trama
I problemi di Tull Harper, il re degli attaccanti, che, innamorato dell'americana Mabel Douglas, si trova coinvolto nei guai finanziari del proprio padre.

## Produzione
Il film fu prodotto dall'Olympia Film GmbH.

## Distribuzione
Distribuito dalla Bayerische Film e conosciuto in Germania anche con il titolo lungo König der Mitterstürmer - Die Geschichte eines Fußballhelden, uscì nelle sale cinematografiche tedesche presentato a Berlino il 24 novembre 1927 . In Italia, dove prese il titolo de Il re del calcio, fu distribuito dalla Greenbaum con il visto di censura 24492 del 31 ottobre 1928 in una versione di 2.236 metri. L'Edition Filmmuseum lo ha distribuito in DVD nel 2006.